# Lamproscatella quadrisetosa
Lamproscatella quadrisetosa är en tvåvingeart som först beskrevs av Becker 1896.  Lamproscatella quadrisetosa ingår i släktet Lamproscatella och familjen vattenflugor. Inga underarter finns listade i Catalogue of Life.